# Atlantische marge
De Atlantische Marge (Engels: Atlantic Margin) is een watergebied in de Atlantische Oceaan, gelegen ten westen van Shetland en ten noorden van de Hebriden. De bodem van het gebied is rijk aan olie en aardgas. De olie in de Atlantische Marge wordt sinds begin van de jaren 70 geëxploiteerd. Sindsdien zijn er in het gebied meer dan 170 exploitatieputten geboord en zijn er meer dan 1,5 miljard vaten (1 vat is 158,987295 liter) olie naar boven gepompt. Deze hoeveelheid bedraagt 5% van de productie van het Verenigd Koninkrijk.

## Geschiedenis
Uit onderzoek met seismologische onderzoeksschepen is gebleken dat de olierijke bodem voornamelijk werd gevormd gedurende de laatste ijstijd (weichselien) die de aarde kende. Zo zijn er op dieptes van 200 tot 500 meter duidelijke sporen terug te vinden van inkepingen veroorzaakt door ijsbergen die over de bodem schuurden toen het waterniveau op die plaats 100 meter minder bedroeg dan vandaag. In deze inkepingen zijn dierlijke resten (plankton) terechtgekomen die in loop der tijd bedekt zijn geraakt met andere sedimenten. Volgens het temperatuur- en drukproces werden er vervolgens langzaamaan koolwaterstoffen gevormd.

## Water
De waterdieptes in het gebied variëren van 150 tot 1500 meter en hiermee behoort de Atlantische Marge tot de gebieden met de grootste diepten van het Verenigd Koninkrijk. Onder dieptes van 500 meter is er arctische stroming aanwezig, met temperaturen onder het vriespunt, die in een zuidwestelijke richting stroomt. Het water dat hierboven ligt, is warmer water en wordt gestuwd door de Golfstroom, dat in de tegengestelde richting stroomt. Tussen deze twee verschillende waterlagen bevindt zich meestal nog een derde watermassa, het IJslands gematigde water genaamd. Deze lagen zorgen via hun verschil in temperatuur en stroomrichting voor onvoorspelbare en krachtige stromingen.

## Weersomstandigheden
De Atlantische Marge staat bekend om zeer ruwe weersomstandigheden. De regio wordt regelmatig geteisterd door stormen die de Atlantische Oceaan van west naar oost doorkruisen met piekwinden tot 170 km/h. Deze winden gaan tevens gepaard met krachtige golfbewegingen die soms tot 30 meter kunnen gaan.